# Ptychomitrium laxifolium
Ptychomitrium laxifolium är en bladmossart som beskrevs av Jean Édouard Gabriel Narcisse Paris 1900. Ptychomitrium laxifolium ingår i släktet atlantmossor, och familjen Ptychomitriaceae. Inga underarter finns listade i Catalogue of Life.